# Deltochilum cupreicolle
Deltochilum cupreicolle là một loài bọ cánh cứng trong họ Bọ hung (Scarabaeidae).